# Angelókastro (Corinthe)
Angelókastro, en grec moderne : Αγγελόκαστρο, est un village du dème des Corinthiens, district régional de Corinthie, en Grèce.
Selon le recensement de 2011, la population du village compte 376 habitants.